# Benon Hardy
Benon Hardy, właśc. Bernard Biegoń (ur. 3 stycznia 1930 w Chorzowie, zm. 19 września 2022 w Poznaniu) – polski muzyk, kompozytor, aranżer i multiinstrumentalista. Wykonywał zarówno muzykę rozrywkową, jazz jak i muzykę poważną.

## Życiorys
Gry na fortepianie uczył się u z profesora Karola Szafranka w Rybniku, a następnie kontynuował naukę u profesora Zbigniewa Drzewieckiego w Warszawie. W latach 50. XX wieku przeniósł się do Poznania, gdzie występował w zespole Poznańska Piętnastka Radiowa, grając na pierwszym w Polsce egzemplarzu organów Hammonda. Występował z kabaretem Wagabunda. Prowadził własny zespół jazzowy. Akompaniował między innymi Marii Koterbskiej i Paulosowi Raptisowi.
Na początku lat 60. XX wieku pod swoim prawdziwym nazwiskiem Bernard Biegoń koncertował z Symfoniczną Orkiestrą Objazdową, założoną przez Towarzystwo Filharmonii Robotniczej. Wykonywał wówczas utwory między innymi: Fryderyka Chopina, Karola Kurpińskiego, Stanisława Moniuszki, Ignacego Jana Paderewskiegoo i Zygmunta Noskowskiego. Potem współpracował jako pianista i organista, a także klawesynista również z chórami: Poznańskie Słowiki pod kierownictwem Stefana Stuligrosza i Polskie Słowiki po kierownictwem Jerzego Kurczewskiego.
W 2014 przekazał Bibliotece Narodowej swoje archiwum w tym oryginalne zapisy nutowe swoich utworów.